# 島田福安
島田福安(しまだ たかやす,1930年－2009年9月11日)は日本の福音派の説教者。聖書宣教会名誉教授。福音派のキリスト教書の翻訳家として知られ、多数の福音派の英文の著作を翻訳した。妻の島田礼子も翻訳家。

## 生涯
東京神学塾を卒業後、1954年に創設された聖書神学舎の教師になり、組織神学を教えた。1961年にヘンリー・シーセンの「組織神学」を翻訳した。これは、ミラード・エリクソンの組織神学が翻訳されるまで、組織神学の教科書として福音派の神学校で広く用いられた。
1991年の新キリスト教辞典で、千年王国の記事を執筆する。ディスペンセーション主義に否定的な記述を載せる。1995年には、アリスター・マグラスの「キリスト教の将来と福音主義」を翻訳したことが話題になった。
後年、聖書宣教会の名誉教授に就任する。各地の福音派の教会で講演活動を行う。2009年、79歳で前立腺癌で死去する。

## 訳書
- ヘンリー・シーセン「組織神学」
- エヴェレット・F・ハリソン「新約聖書緒論」
- ハッドン・W・ロビンソン「講解説教入門」ISBN 4-7912-0122-1
- アリスター・マクグラス「キリスト教の将来と福音主義」ISBN 4-264-01539-1